# Ljudevit Selo
Ljudevit Selo est un village appartenant à la municipalité de Daruvar et située dans le comitat de Bjelovar-Bilogora en Croatie. En 2021, le village compte 218 habitants.